# Croatia Open Umag 2025
Croatia Open Umag 2025, oficiálně Plava Laguna Croatia Open Umag 2025, byl tenisový turnaj na mužském profesionálním okruhu ATP Tour, hraný v Mezinárodním tenisovém centru Stella Maris. Třicátý pátý ročník Croatia Open Umag  probíhal mezi 20. a 26. červencem 2025 v chorvatském Umagu na antukových dvorcích.
Turnaj dotovaný 596 035 eury patřil do kategorie ATP Tour 250. Nejvýše nasazeným hráčem ve dvouhře se stal devatenáctý tenista světa Francisco Cerúndolo z Argentiny, kterého ve druhém vyřadil Carlos Taberner. Jako poslední přímý účastník do dvouhry nastoupil italský 132. hráč žebříčku Francesco Passaro. V důsledku invaze Ruska na Ukrajinu na konci února 2022 řídící organizace tenisu ATP, WTA a ITF s grandslamy rozhodly, že ruští a běloruští tenisté mohli dále na okruzích startovat, ale do odvolání nikoli pod vlajkami Ruska a Běloruska.
Čtvrtý singlový titul na okruhu ATP Tour vybojoval 23letý Ital Luciano Darderi. Po výhře v Båstadu ovládl druhý turnaj v řadě. Ve čtyřhře zvítězili Monačan Romain Arneodo s Francouzem Manuelem Guinardem, kteří si z okruhu ATP odvezli druhou společnou trofej.

## Rozdělení bodů a finančních odměn

### Rozdělení bodů
| Soutěž  | Soutěž | vítězové | finalisté | semifinalisté | čtvrtfinalisté | 16 v kole | 32 v kole | Q  | Q2 | Q1 |
| ------- | ------ | -------- | --------- | ------------- | -------------- | --------- | --------- | -- | -- | -- |
| dvouhra | [ 5 ]  | 250      | 165       | 100           | 50             | 25        | 0         | 13 | 7  | 0  |
| čtyřhra | [ 9 ]  | 250      | 150       | 90            | 45             | 0         | —         | —  | —  | —  |

Vysvětlivky
1. ↑  Nasazení s volným losem do druhého kola v případě prohry neobdrželi žádné body.[1]

### Finanční odměny
| Soutěž                                | Soutěž       | vítězové | finalisté | semifinalisté | čtvrtfinalisté | 16 v kole | 32 v kole | Q2      | Q1      |
| ------------------------------------- | ------------ | -------- | --------- | ------------- | -------------- | --------- | --------- | ------- | ------- |
| dvouhra                               | [ 5 ] [ 10 ] | 90 675 € | 52 890 €  | 31 090 €      | 18 015 €       | 10 460 €  | 6 390 €   | 3 200 € | 1 745 € |
| čtyřhra                               | [ 9 ]        | 31 530 € | 16 940 €  | 9 910 €       | 5 500 €        | 3 240 €   | —         | —       | —       |
| částky ve čtyřhře jsou uvedeny na pár |              |          |           |               |                |           |           |         |         |

## Mužská dvouhra

### Nasazení
| Stát                              | Hráč                    | ATP | Nasazení |
| --------------------------------- | ----------------------- | --- | -------- |
| Argentina                         | Francisco Cerúndolo     | 20. | 1.       |
| Itálie                            | Luciano Darderi         | 55. | 2.       |
| Argentina                         | Camilo Ugo Carabelli    | 59. | 3.       |
| Bosna a Hercegovina               | Damir Džumhur           | 70. | 4.       |
| Argentina                         | Mariano Navone          | 75. | 5.       |
| Španělsko                         | Roberto Carballés Baena | 79. | 6.       |
| Polsko                            | Kamil Majchrzak         | 81. | 7.       |
| Česko                             | Vít Kopřiva             | 83. | 8.       |
| Žebříček ATP ke 14. červenci 2025 |                         |     |          |

### Jiné formy účasti
Následující hráči obdrželi divokou kartu:
- Matej Dodig
- Mili Poljičak
- Dino Prižmić[1]

Následující hráč nastoupil jako mimořádný náhradník:
- Stan Wawrinka

Následující hráči postoupili z kvalifikace:
- Titouan Droguet
- Álvaro Guillén Meza
- Pablo Llamas Ruiz
- Giulio Zeppieri

### Odhlášení
před zahájením turnaje
- Tallon Griekspoor → nahradil jej  Pierre-Hugues Herbert
- Hubert Hurkacz → nahradil jej  Francesco Passaro
- Valentin Royer → nahradil jej  Dušan Lajović
- Stefanos Tsitsipas → nahradil jej  Stan Wawrinka

## Mužská čtyřhra

### Nasazení
| Stát                                                                         | Hráč            | Stát               | Hráč           | ATP | Nasazení |
| ---------------------------------------------------------------------------- | --------------- | ------------------ | -------------- | --- | -------- |
| Argentina                                                                    | Guido Andreozzi | Nizozemsko         | Sander Arends  | 72. | 1.       |
| Česko                                                                        | Adam Pavlásek   | Polsko             | Jan Zieliński  | 80. | 2.       |
| Chorvatsko                                                                   | Ivan Dodig      | Spojené království | Jamie Murray   | 87. | 3.       |
| Monako                                                                       | Romain Arneodo  | Francie            | Manuel Guinard | 98. | 4.       |
| Žebříček ATP ke 14. červenci 2025; číslo je součtem umístění obou členů páru |                 |                    |                |     |          |

### Jiné formy účasti
Následující páry obdržely divokou kartu:
- Matej Dodig /  Nino Serdarušić
- Luka Mikrut /  Mili Poljičak

### Odhlášení
před zahájením turnaje
- Roberto Carballés Baena /  David Vega Hernández → nahradili je  Patrik Trhac /  Marcus Willis
- Ivan Dodig /  Jamie Murray → bez náhrady

## Přehled finále

### Mužská dvouhra
- Luciano Darderi vs.  Carlos Taberner, 6–3, 6–3

### Mužská čtyřhra
- Romain Arneodo /  Manuel Guinard vs.  Patrik Trhac /  Marcus Willis, 7−5, 7−6(7−2)